# Nhậm Chấn Hạc
Nhậm Chấn Hạc (hay Nhiệm Chân Hạc, tiếng Trung giản thể: 任振鹤, bính âm Hán ngữ: Rèn Zhèn Hè, sinh tháng 3 năm 1964, người Thổ Gia) là chính trị gia nước Cộng hòa Nhân dân Trung Hoa. Ông là Ủy viên Ủy ban Trung ương Đảng Cộng sản Trung Quốc khóa XX, hiện là Phó Bí thư Tỉnh ủy, Bí thư Đảng tổ, Tỉnh trưởng Chính phủ Nhân dân tỉnh Cam Túc. Ông nguyên là Phó Bí thư chuyên chức Tỉnh ủy tỉnh Giang Tô; Thường vụ Tỉnh ủy, Bí thư Ủy ban Kiểm tra Kỷ luật Tỉnh ủy, Chủ nhiệm Ủy ban Giám sát tỉnh Chiết Giang, Bộ trưởng Bộ Tổ chức Tỉnh ủy tỉnh Chiết Giang; Thường vụ Tỉnh ủy, Bí thư Thị ủy địa cấp thị Tương Dương, Hồ Bắc; Phó Tỉnh trưởng Chính phủ Nhân dân tỉnh Hồ Bắc.
Nhậm Chấn Hạc là Đảng viên Đảng Cộng sản Trung Quốc, học vị Nghiên cứu sinh Trung ương, Giáo dục Tư tưởng giáo dục chính trị Trung Hoa. Ông có sự nghiệp công tác ở quê nhà Hồ Bắc hơn 35 năm trước khi được điều chuyển tới địa phương khác.

## Xuất thân và giáo dục
Nhậm Chấn Hạc sinh tháng 3 năm 1964 tại huyện Hạc Phong, châu tự trị dân tộc Thổ Gia, Miêu Ân Thi, tỉnh Hồ Bắc, Cộng hòa Nhân dân Trung Hoa. Ông là người Thổ Gia, một dân tộc thiểu số của Trung Quốc, lớn lên trong cộng đồng người Thổ Gia ở Ân Thi, Hồ Bắc, theo học phổ thông ở quê hương. Tháng 9 năm 1980, ông tham gia học tập tại Trường Kinh tế Tài chính Ân Thi, thuộc huyện Ân Thi, thủ phủ của châu Ân Thi, tốt nghiệp khóa học hai năm sau, tháng 9 năm 1982. Ông được kết nạp Đảng Cộng sản Trung Quốc vào tháng 12 năm 1984. Tháng 9 năm 1986, ông tới thành phố Vũ Hán – trái tim của miền Trung Trung Quốc để theo học chuyên ngành Kỹ thuật kinh tế tại Học viện Công nghệ Hoa Trung (华中工学院).
Từ tháng 8 năm 1996 đến tháng 12 năm 1998, ông theo học chuyên sâu chuyên ngành Quản lý kinh tế tại Trường Đảng Trung ương Đảng Cộng sản Trung Quốc. Giai đoạn tháng 3 đến tháng 7 năm 2009, ông tham gia lớp đào tạo cán bộ trung niên, thanh niên của Trường Đảng Trung ương. Sau đó, tháng 3 năm 2010, ông tiếp tục đến Trường Đảng Trung ương để học tại chức sau đại học về giáo dục chính trị tư tưởng, hoàn thành vào tháng 1 năm 2012.

## Sự nghiệp

### Thời kỳ đầu
Tháng 9 năm 1982, sau khi tốt nghiệp Trường Kinh tế Tài chính Ân Thi, Nhậm Chấn Hạc bắt đầu sự nghiệp của mình khi 18 tuổi. Ông được tuyển dụng làm Kiểm toán viên tại Công ty Dệt may huyện Hạc Phong, một dạng xí nghiệp nhà nước ở quê nhà của mình. Đến tháng 4 năm 1983, ông được chuyển tới tổ chức chính quyền địa phương, làm Phó Trưởng đơn vị kinh doanh của Cục Thương mại dân tộc Hạc Phong. Sau khóa học ở Vũ Hán, tháng 7 năm 1988, ông trở về Hạc Phong, được bổ nhiệm làm Chủ nhiệm Văn phòng Cục Thương mại dân tộc Hạc Phong.
Tháng 10 năm 1988, ông được điều tới khu Ngũ Lý (五里区) của huyện Hạc Phong, nhậm chức Phó Khu trưởng. Hai năm sau, ông tới khu Thành Giao (城郊区), giữ chức Phó Bí thư Khu ủy, Khu trưởng Thành Giao; thăng chức thành Bí thư Khu ủy, Khu trưởng, quản lý toàn diện khu vào tháng 12 năm 1992. Tới tháng 11 năm 1993, ông được bổ nhiệm làm Thường vụ Huyện ủy, Phó Huyện trưởng huyện Hạc Phong. Trong thời gian công tác ở quê nhà, ông cũng được Bộ Tổ chức Tỉnh ủy Hồ Bắc đặt vào danh sách trẻ để đào tạo ở các địa phương khác nhau. Tháng 5 năm 1995, ông được điều tới thành phố Thượng Hải, công tác tạm thời để học hỏi kinh nghiệm, tạm giữ chức Phó Cục trưởng Cục Công Thương, quận Phổ Đà, Thượng Hải. Tháng 3 năm 1996, ông được bổ nhiệm làm Phó Bí thư Huyện ủy huyện Hạc Phong. Tháng 11 năm 1996, Nhậm Chấn Hạc được điều chuyển tới thành phố cấp huyện Lợi Xuyên, một đơn vị cấp huyện thuộc châu tự trị Ân Thi giữ chức Phó Bí thư Thị ủy, được bầu làm Quyền Thị trưởng Lợi Xuyên, chính thức Thị trưởng vào tháng 1 năm 1997. Đến tháng 12 năm 1998, ông trở thành Bí thư Thị ủy Lợi Xuyên.

### Công tác khắp Hồ Bắc
Tháng 6 năm 2001, Nhậm Chấn Hạc được bổ nhiệm làm Phó Châu trưởng châu Ân Thi, cấp phó sảnh – phó địa, kiêm nhiệm Bí thư Thị ủy Lợi Xuyên. Ông được bầu làm Thường vụ Châu ủy, Phó Châu trưởng vào tháng 1 năm 2002. Đến tháng 6 năm 2003, ông là Phó Bí thư Châu ủy Ân Thi. Tháng 8 năm 2006, ông tiếp tục được điều chuyển tới địa cấp thị Hoàng Cương, nhậm chức Phó Bí thư Thị ủy Hoàng Cương. Ông công tác ở Hoàng Cương trong gần hai năm, đến tháng 4 năm 2008, ông chuyển tới địa cấp thị Hàm Ninh, nhậm chức Phó Bí thư Thị ủy, Quyền Thị trưởng, được thăng cấp thành chính sảnh – chính địa, Thị trưởng chính thức vào tháng 6 cùng năm. Bốn năm sau, tháng 7 năm 2012, ông trở thành Bí thư Thị ủy, Chủ nhiệm Ủy ban thường vụ Nhân Đại địa cấp thị Hàm Ninh.
Tháng 5 năm 2015, Tổng lý Quốc vụ viện Lý Khắc Cường quyết định bổ nhiệm Nhậm Chấn Hạc làm Ủy viên Đảng tổ, Phó Tỉnh trưởng Chính phủ Nhân dân tỉnh Hồ Bắc, cấp phó tỉnh – phó bộ. Một năm sau, ông được bổ nhiệm làm Thường vụ Tỉnh ủy Hồ Bắc, Bí thư Thị ủy địa cấp thị Tương Dương. Tính từ lúc bắt đầu sự nghiệp, ông đã dành 35 năm (1982 – 2017) công tác khắp các vùng ở địa phương của tỉnh Hồ Bắc, từ quê nhà Hạc Phong của Ân Thi ở phía Tây Hồ Bắc, tới các vùng địa cấp thị rộng lớn hàng triệu dân bao trọn tỉnh như Hoàng Cương phía Đông, Hàm Ninh phía Nam, Tương Dương phía Tây Bắc rồi thành phố thủ phủ Vũ Hán ở trung tâm.

### Luân chuyển các địa phương
Nhậm Chấn Hạc là một công vụ viên được điều chuyển tới nhiều địa phương trong khóa XIX từ năm 2017, dưới dạng luân chuyển công tác liên tục. Tính đến năm 2020, ông từng công tác chính thức ở năm tỉnh thành, gồm quê nhà Hồ Bắc, thành phố Thượng Hải, Chiết Giang, Giang Tô và Cam Túc. Tháng 2 năm 2017, Bộ Tổ chức Trung ương quyết định điều chuyển Nhậm Chấn Hạc tới tỉnh Chiết Giang, vào Ban thường vụ Tỉnh ủy, nhậm chức Bộ trưởng Bộ Tổ chức Tỉnh ủy tỉnh Chiết Giang. Tháng 5 năm 2018, ông được điều chuyển làm Bí thư Ủy ban Kiểm tra Kỷ luật Tỉnh ủy, được bầu làm Chủ nhiệm Ủy ban Giám sát tỉnh Chiết Giang, phụ trách hoạt động kiểm tra, giám sát và kỷ luật hệ thống công vụ viên của Đảng và Chính phủ toàn tỉnh Chiết Giang. Ông công tác ở Chiết Giang trong hơn hai năm (2017 – 2019), hợp tác và hỗ trợ Bí thư Chiết Giang Xa Tuấn. Tháng 7 năm 2019, Nhậm Chấn Hạc được điều chuyển tới tỉnh Giang Tô, vào Ban thường vụ Tỉnh ủy Giang Tô, nhậm chức Phó Bí thư chuyên chức Tỉnh ủy tỉnh Giang Tô, hỗ trợ Bí thư Giang Tô Lâu Cần Kiệm.

### Lãnh đạo Cam Túc
Tháng 11 năm 2020, Trung ương họp bàn về lãnh đạo địa phương, quyết định điều chuyển Nhậm Chấn Hạc tới tỉnh Cam Túc, tham gia Ban thường vụ, làm Thường vụ Tỉnh ủy, Phó Bí thư Tỉnh ủy, Bí thư Đảng tổ Chính phủ Cam Túc, được công bố nhậm chức vào ngày 01 tháng 12. Ngày 03 tháng 12, tại Hội nghị Ủy ban Thường vụ Nhân Đại tỉnh Cam Túc, ông được bầu làm Quyền Tỉnh trưởng Cam Túc, kế nhiệm Đường Nhân Kiện, phối hợp cùng Bí thư Cam Túc Lâm Đạc. Trong quá trình trở thành Tỉnh trưởng Cam Túc cấp chính tỉnh – chính bộ, Nhậm Chấn Hạc có nhiều điểm tương đồng cùng Thị trưởng Thiên Tân, cả hai cùng đều là người Thổ Gia, có sự nghiệp thời gian dài ở địa phương, được luân chuyển công tác qua nhiều nơi, đều từng là Bộ trưởng Bộ Tổ chức Tỉnh ủy, Bí thư Ủy ban Kiểm tra Kỷ luật cấp Tỉnh ủy. Đến tháng 1 năm 2021, ông được phê chuẩn chính thức là Tỉnh trưởng Cam Túc. Cuối năm 2022, ông tham gia Đại hội Đảng Cộng sản Trung Quốc lần thứ XX từ đoàn đại biểu Cam Túc. Trong quá trình bầu cử tại đại hội, ông được bầu là Ủy viên Ủy ban Trung ương Đảng Cộng sản Trung Quốc khóa XX.